# サンキュー・フォー・ザ・ミュージック (ABBAの曲)
「サンキュー・フォー・ザ・ミュージック」（原題：Thank You for the Music）は、スウェーデンの音楽グループ、ABBAの29枚目のシングル。

## 概要
元々、1977年にリリースしたアルバム「ジ・アルバム」の収録曲で、翌年のシングルの「イーグル」のB面の曲として、そして1982年の活動停止後の翌年1983年にシングルとしてリリースされた（公式声明が出された訳ではないが、事実上の解散の後。尚 ABBA は、この約40年後の2021年に再結成された）。
1977年のオーストラリアツアーで披露したミニミュージカル「The Girl with Golden Hair」の1曲でもある。
解散後の1992年にリリースされると改めて見直されて世界中で爆発的にヒットし、現在もロングセラーのベスト・アルバム『アバ・ゴールド』にも収録されている。劇団四季ミュージカル「マンマ・ミーア!」では、「音楽をありがとう」という邦題がつけられており、特別カーテンコールでも用いられる。
ローリング・ストーンが選ぶ「最も素晴らしいABBAの曲」のランキングでは13位に選ばれた。

## 主なカヴァー
- ノーランズ -  （日本でのファーストアルバム｢ダンシング・シスター｣にてカヴァー。尚、彼女達はこれ以前〔最年少メンバーだったコリーンの正式加入前の1970年代〕にも同じ ABBA の別曲である“ Money, Money, Money ”をカヴァーしている）
- カーペンターズ - （但しレコードではリリースされておらず、TV の音楽番組で歌ったのみ）
- グレゴリアン・チャント  -  （2003年のアルバム " Brotherhood of St.Gregory " にてカヴァー）